# Plagiopholis blakewayi
Plagiopholis blakewayi är en ormart som beskrevs av Boulenger 1893. Plagiopholis blakewayi ingår i släktet Plagiopholis och familjen snokar. Inga underarter finns listade i Catalogue of Life.
Denna orm förekommer i norra Myanmar, norra Thailand och i sydöstra Kina (provinserna Guizhou, Sichuan och Yunnan). Arten lever i bergstrakter mellan 1300 och 2200 meter över havet. Habitatet utgörs av skogar som domineras av träd från släktena Quercus, Castanopsis och Lithocarpus. Honor lägger ägg.
Beståndet hotas lokalt av skogarnas omvandling till jordbruksmark. Plagiopholis blakewayi är sällsynt men utbredningsområdet är stort. IUCN kategoriserar arten globalt som livskraftig.